# 悲傷你好
《悲傷你好》（日语：悲しみよこんにちは）是日本女性歌手齊藤由貴的第5張單曲。1986年3月21日由Canyon Record（今Pony Canyon）發行。此外這裡也記述2007年重製版本的「悲傷你好 (21st century ver.)」。

## 解說
《悲傷你好》是富士電視台電視動畫《相聚一刻》開播之後的第1首片頭主題曲，使用時間從1986年3月26日（第1話）至1986年8月27日（第23話）、1986年9月10日（第25話）至1986年12月3日（第37話）為止。
《悲傷你好》曾經創下初次亮相時售出將近30萬張的最高紀錄。因此在1986年年底舉辦的第37回NHK紅白歌合戰中，擔任該屆大會主持人、紅隊隊長的齊藤曾經現場獻唱這首歌曲。成為齊藤她的代表歌曲，但銷售量僅次於1989年翻唱井上陽水的單曲《前往夢境》。
此外，《悲傷你好》歌名與法國小說家佛蘭西絲·莎崗原著的同名小說和改編電影毫無關係。

## 收錄歌曲
所有歌曲由武部聰志編曲。
1. 悲傷你好（悲しみよこんにちは）
  - 作詞：森雪之丞（日语：森雪之丞），作曲：玉置浩二
  - 富士電視台電視動畫《相聚一刻》片頭主題曲
  - 資生堂《Morning Fresh》廣告歌曲
2. 搬家忘記的東西（お引越し·忘れもの）
  - 作詞：齊藤由貴，作曲：龜井登志夫（日语：亀井登志夫）

## 翻唱
悲傷你好
- 2004年：歌手早苗（新谷早苗（日语：新谷さなえ））的翻唱版，音樂遊戲《pop'n music 11》收錄。
- 2006年：歌手辻亞彌乃的翻唱版，致敬專輯《Words of 雪之丞（日语：Words of 雪之丞）》收錄。
- 2006年：歌手下川美娜的翻唱版，個人專輯《Remember》收錄。
- 2007年：遊戲《THE IDOLM@STER》登場角色天海春香（聲：中村繪里子）的翻唱版，角色歌曲CD《THE IDOLM@STER MASTER ARTIST 01 天海春香（日语：THE IDOLM@STER MASTER ARTIST#01 天海春香）》收錄。
- 2008年：歌手romi的翻唱版，個人專輯《那首歌（日语：あのうた）》收錄。
- 2009年：動畫《旋風管家》登場角色瑪莉亞（聲：田中理惠）的翻唱版，角色歌曲專輯《旋風管家 角色翻唱CD ～選曲：畑健二郎～（日语：「ハヤテのごとく!」キャラクターカバーCD 〜選曲:畑健二郎〜）》收錄。
- 2009年：真壁萬緒（日语：まかべまお）的翻唱版，企劃專輯《愛 Love J》收錄。
- 2010年：動畫《WHITE ALBUM》登場角色森川由綺（聲：平野綾）的翻唱版，角色歌曲專輯《戀色空（日语：WHITE ALBUMのディスコグラフィ）》作為B面歌曲收錄。
- 2010年：動畫女主角音無響子聲優島本須美的翻唱版，企劃專輯《島本須美 sings her LEGENDS》收錄。
- 2010年：歌手今井雄三（日语：今井ゆうぞう）（NHK幼教節目《與媽媽一起（日语：おかあさんといっしょ）》第10代唱歌大哥哥（日语：うたのおにいさん））的翻唱版，個人專輯《君時間》收錄。
- 2012年：「悲傷你好」作曲者玉置浩二的翻唱版，專輯《OFFER MUSIC BOX》收錄。
- 2013年：聲優岩男潤子的翻唱版，動畫歌曲翻唱專輯第2彈《Anison A to Z》收錄。
- 2013年：偶像歌手武藤彩未的翻唱版，錄音室專輯《DNA1980 Vol.1》收錄。
- 2016年：歌手橋本潮、聲優組合Plume（日语：Plume）的翻唱版，動畫翻唱專輯《熱烈！動畫歌曲魂 THE BEST 翻唱樂曲集 電視動畫系列「相聚一刻」》收錄。

## 21st century ver.
《悲傷你好 (21st century ver.)》（日语：悲しみよこんにちは (21st century ver.)）是日本女性歌手齊藤由貴的第20張單曲。2007年11月28日由TEAM Entertainment發行。單曲收錄了曾在1985年至1989年間發表，後來經過重新錄製及重新編曲的重新混音、仍有保留原版內容的樂曲。
至於該單曲收錄的歌曲「家庭餐桌」曾在1987年5月4日的Oricon公信榜第1名，並收錄在當時（1987年）發行的個人專輯《風夢》及合輯《YUKI'S BRAND》裡，但不一樣的是合輯收錄的歌名叫作「家庭餐桌 （Long Version）」。

### 21st century ver. 收錄歌曲
所有歌曲由澤近泰輔編曲。
1. 悲傷你好 (21st century ver.)（悲しみよこんにちは (21st century ver.)）（4:12）
  - 作詞：森雪之丞，作曲：玉置浩二
2. 前往夢中 (21st century ver.)（夢の中へ (21st century ver.)）（4:04）
  - 作詞、作曲：井上陽水
  - 與原曲不一樣的是，該版本最後是以淡出方式結束。
3. 白色火焰 (21st century ver.)（日语：悲しみよこんにちは (21st century ver.)）（4:49）
  - 作詞：森雪之丞，作曲：玉置浩二
4. 家庭餐桌 (21st century ver.)（家族の食卓 (21st century ver.)）（3:57）
  - 作詞：齊藤由貴，作曲：岡本朗（日语：岡本朗）
5. 悲傷你好 -L.F.J.B Remix-（悲しみよこんにちは -L.F.J.B Remix-）（5:00）
6. 前往夢中 -Funta Remix-（夢の中へ -Funta Remix-）（3:55）
7. 悲傷你好 (21st century ver.) Instrumental
8. 前往夢境 (21st century ver.) Instrumental
9. 白色火焰 (21st century ver.) Instrumental
10. 家庭餐桌 (21st century ver.) Instrumental

## 來源
1. ↑  別冊寶島2611《80年代偶像精選輯》，第38頁。

## 相關項目
- 1986年歌曲（日语：1986年の音楽）